# Acrònim recursiu
Un acrònim recursiu és un acrònim en què la primera lletra fa referència al mateix acrònim.
Un exemple famós d'això és l'acrònim GNU, que significa GNU's Not Unix (GNU no és Unix):
1. G: GNU's
2. N: Not
3. U: Unix

Com es pot apreciar, la G és la lletra que provoca la recurrència perquè fa referència al mateix acrònim. Aquest tipus d'acrònims neixen com una petita broma entre informàtics i durant molt de temps van ser indici que algun furoner (en el bon sentit de la paraula) estava involucrat en el projecte.
Un altre exemple és el nom d'una implementació de l'API de Windows en Unix, el projecte WINE: Wine Is Not an Emulator.
Altres exemples:
1. Lame que significa Lame, An MP3 Encoder#
2. emacs té diferents significats, entre ells Emacs Makes A Computer Slow#
3. PNG originalment significava PNG's Not GIF

En alguns casos s'ha donat el fet de canviar un acrònim regular per un de recursiu. Per exemple:
1. RPM: RedHat Package Manager → RPM Package Manager
2. PHP: Personal Home Page → PHP Hypertext Preprocessor

Fins i tot hi ha acrònims recursius dobles, com el de HURD:
1. HIRD: HURD of Interfaces Representing Depth
2. HURD: HIRD of Unix-Replacing Daemons

El cas més singular és el d'UIRA que significa UIRA isn't (a) recursive acronym (UIRA no és un acrònim recursiu).